# Gornji Crnač
Gornji Crnač es un pueblo ubicado en el municipio de Široki Brijeg, en el cantón de Herzegovina Occidental, Bosnia y Herzegovina.

## Superficie
Posee una superficie de 30,22 kilómetros cuadrados.

## Demografía
Hasta 2013 la población era de 183 habitantes, con una densidad de población de 6,1 habitantes por kilómetro cuadrado.